# Янгіабад (Андижанська область)
Янгіабад (узб. Янгиобод, Yangiobod) — міське селище в Андижанському районі Андижанської області Узбекистану.
Розташоване у Ферганській долині, за 8 км на захід від Куйган'яра, за 9 км на північний захід від Андижана. Через селище проходить автошлях Андижан—Чумбагіш—Арал—Пахтаабад.
Населення 3,8 тис. мешканців (1990). Статус міського селища з 2009 року.